# Vážka žlutoskvrnná
Vážka žlutoskvrnná (Orthetrum coerulescens) je druh vážky z podřádu šídel. Vyskytuje se hlavně v jižní polovině Evropy, severněji už jen ostrůvkovitě. V celém Česku je to vzácně se vyskytující druh. Je zapsaná v červeném seznamu ohrožených druhů bezobratlých ČR jako ohrožený druh.

## Popis

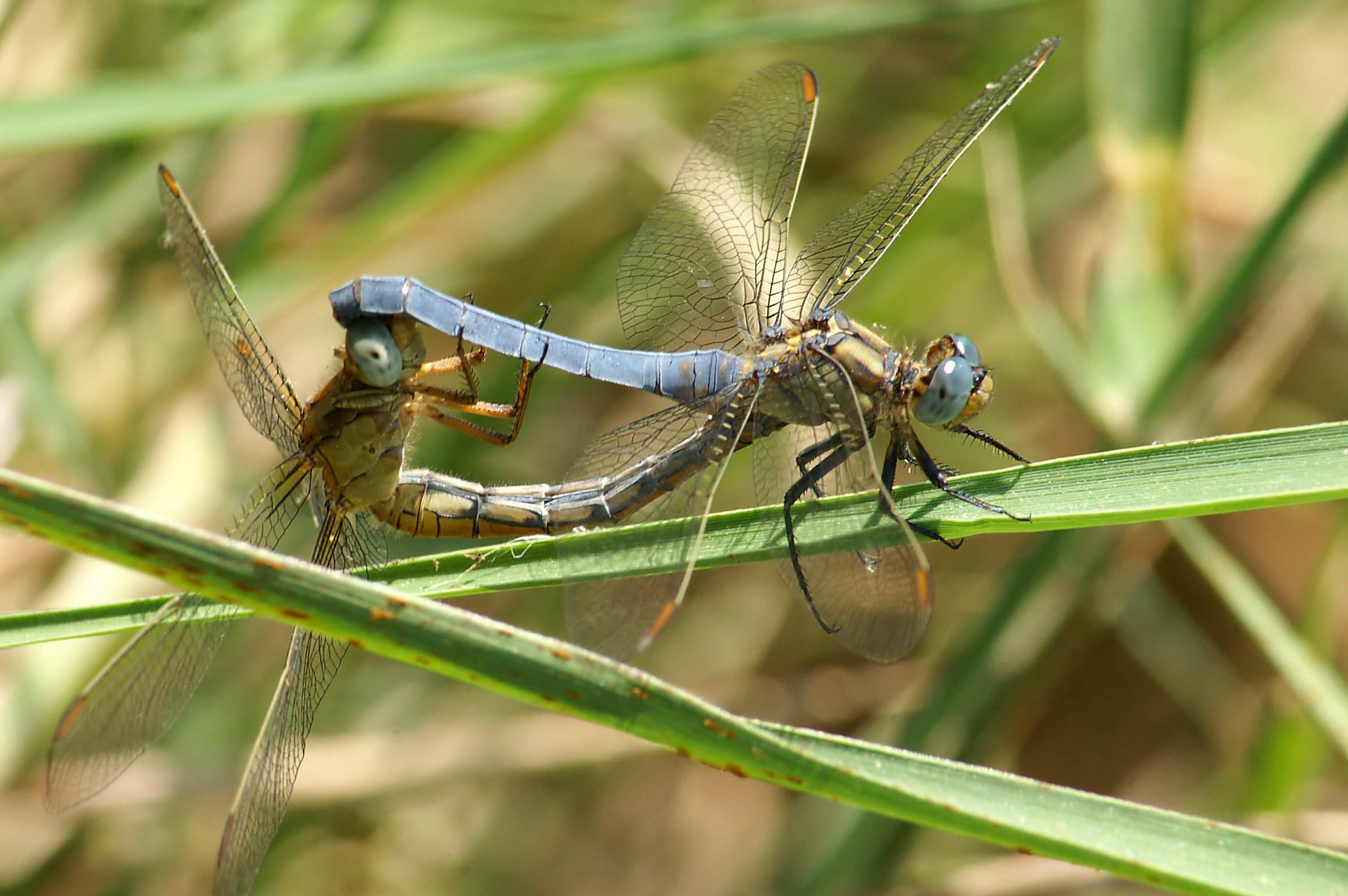
Vážky žlutoskvrnné při kopulaci

Tělo vážky žlutoskvrnné má délku 40–44 mm. Zbarvení samečka a samičky je dost odlišné, dospělý sameček je na zadečku světle modrý a na hrudi hnědý, zatímco samička je celá žlutohnědá. Oči se na temeni dotýkají v bodě. Na čele jsou sameček i samička zbarvení hnědě (podobná vážka hnědoskvrnná je zde bílá). Křídla jsou čirá se žlutohnědou plamkou.
Nymfa (larva) je dlouhá až 19 mm. Má hustě ochlupené tělo a krátké nohy.

## Způsob života
Nymfy žijí v bažinách, rybníčcích nebo potocích s pomalým tokem, kde se vyvíjí dva roky. Dospělci létají od poloviny května do září.